# Distrito Escolar Unificado de Tucson
El Distrito Escolar Unificado de Tucson (Tucson Unified School District, TUSD) es un distrito escolar en Arizona. Tiene su sede en Tucson. Ofrece estudios opcionales en castellano, actualmente en peligro por las nuevas leyes antiinmigrantes de Arizona.  El distrito escolar no alcanzó el progreso anual adecuado que establece la ley federal del 2001 “Ningún Niño Dejado Atrás” en los últimos dos años, por lo que ha establecido políticas para mejorar la calidad de su educación.

## Escuelas secundarias
- AGAVE Distance Learning
- Aztec Middle College Desert Vista
- Aztec Middle College East
- Aztec Middle College Northwest
- Aztec Middle College West
- Catalina Magnet High School
- Cholla High Magnet School
- Howenstine High Magnet School
- Museum School for the Visual Arts
- PACE Alternative High School
- Palo Verde High Magnet School
- PASS Alternative High School
- Pueblo Magnet High School
- Rincon High School
- Sabino High School
- Sahuaro High School
- Santa Rita High School
- Teenage Parent Alt. Middle/High School (TAPP)
- Tucson High Magnet School
- University High School